# Дойг, Лекса
Александра Дойг (англ. Alexandra Lecciones Doig), более известная как Лекса Дойг (англ. Lexa Doig; род. 8 июня 1973, Торонто, Онтарио) — канадская актриса.

## Биография

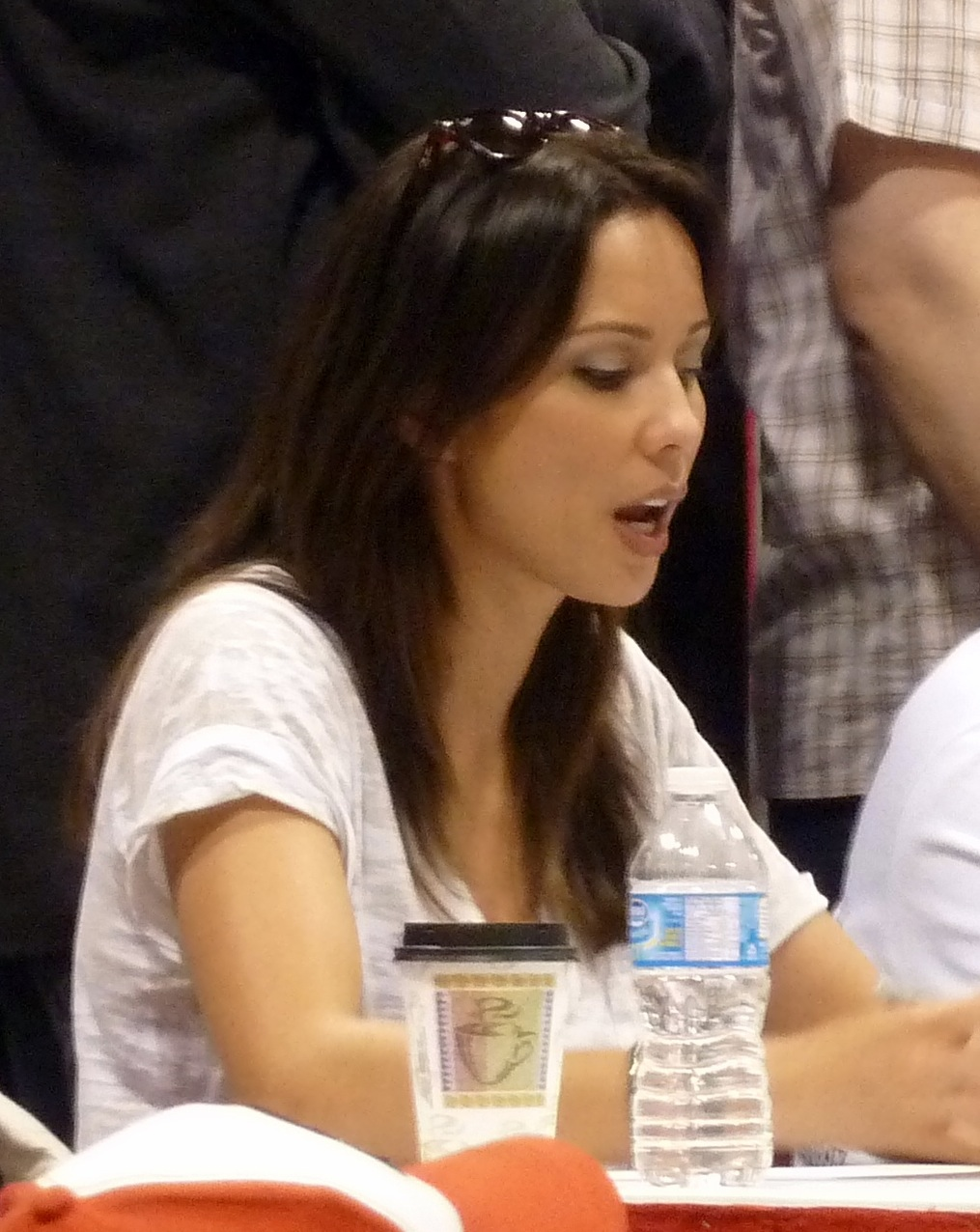
Лекса Дойг в Торонто

Александра Дойг родилась 8 июня 1973 года в Торонто, провинция Онтарио, Канада. Мать — филиппинка, а отец по происхождению шотландец. В детстве Александра несколько лет посвятила занятиям ритмической гимнастикой. В 13 лет стала фотомоделью. Некоторое время Лекса играла в театре. По её собственному признанию, театр её немного пугает, потому что ей не хватает сценического опыта. Зато с середины 1990-х годов Лекса активно снимается — в кино и на телевидении (в основном в научно-фантастических сериалах). Среди её работ роли в таких фильмах и сериалах, как «Джейсон X», Кодовое имя «Феникс», «Без алиби», «Земля: Последний конфликт», «TekWar» и других.
С 2000 по 2006 год снималась в сериале «Андромеда» в роли искусственного интеллекта звездного крейсера.

## Личная жизнь
2 августа 2003 года Лекса вышла замуж за актёра Майкла Шенкса, с которым познакомилась на съёмках «Андромеды». Вместе с ним снималась в последних сезонах сериала «Звёздные врата: SG-1» и в фильме «Тактическая сила». У пары двое детей: Миа Табита (род. 13 сентября 2004) и Самуэль Дэвид (род. 19 марта 2006). В настоящее время Лекса живёт в Ванкувере с мужем и детьми.

## Фильмография
| Год       |    | Русское название                  | Оригинальное название                    | Роль                   |
| --------- | -- | --------------------------------- | ---------------------------------------- | ---------------------- |
| 1993      | с  |                                   | The Hidden Room                          | девушка                |
| 1994      | тф |                                   | TekWar                                   | ковгёрл                |
| 1994      | тф |                                   | TekWar: TekLords                         | ковгёрл                |
| 1994—1996 | с  |                                   | TekWar                                   | ковгёрл                |
| 1995      | ф  |                                   | Jungleground                             | Спайдер                |
| 1997      | ф  |                                   | While My Pretty One Sleeps               | Цеце                   |
| 1998      | ф  | ЦР5: Новые профессионалы          | CI5: The New Professionals               | Тина Бэкас             |
| 1999      | в  |                                   | Teen Sorcery                             | Мерседес               |
| 1999      | ф  | Без алиби                         | No Alibi                                 | Камилла Валенс         |
| 2000      | с  | Земля: Последний конфликт         | Earth: Final Conflict                    | Джоан Прайс            |
| 2000      | тф | Охота на Феникса                  | Code name phoenix                        | Кончита Флорес         |
| 2001      | ф  | Джейсон X                         | Jason X                                  | Роуэн                  |
| 2001      | тф |                                   | The Tracker                              | Ким Ченг               |
| 2000—2006 | с  | Андромеда                         | Andromeda                                | Андромеда (Ромми)      |
| 2004      | ф  |                                   | англ. Human Cargo                        | Рэйчел Сэндерс         |
| 2005      | с  | 4400                              | The 4400                                 | профессор Уэнди Полсон |
| 2005      | с  | Звёздные врата: SG-1              | Stargate SG-1                            | доктор Кэролин Лэм     |
| 2007      | с  | Эврика                            | Eureka                                   | доктор Энни Юнг        |
| 2007      | ф  |                                   | Second Sight                             | Дженни Моррис          |
| 2008      | ф  | Конец света                       | Ba’al: The Storm God                     | доктор Марта Пина      |
| 2009      | ф  | Шаровая молния                    | Fireball                                 | Эва                    |
| 2009      | с  | Сверхъестественное                | Supernatural                             | Риса                   |
| 2010      | с  | Визитёры (V)                      | V                                        | доктор Лиа Перлман     |
| 2010—2011 | с  | Тайны Смолвиля                    | Smallville                               | доктор Кристина Ламелл |
| 2011      | ф  | Тактическая сила                  | Tactical Force                           | Дженнард               |
| 2011      | с  |                                   | Health Nutz                              | Ивонка                 |
| 2012—2014 | с  | Арктический воздух                | Arctic Air                               | Петра Хосса            |
| 2012—2014 | с  | Континуум                         | Continuum                                | Соня Валентайн         |
| 2013      | с  | Портал юрского периода: Новый мир | Primeval: New World                      | доктор Фридкин         |
| 2014      | с  | В надежде на спасение             | Saving Hope                              | доктор Селена Куинтос  |
| 2015—2020 | с  |                                   | Aurora Teagarden Mystery: A Bone to Pick | Салли Эллисон          |
| 2017—2020 | с  | Стрела                            | Arrow                                    | Талия аль Гул          |
| 2019—2020 | с  | Виргин Ривер                      | Virgin River                             | Пэйдж Лэсситер         |

## Награды и номинации
- 2002 — номинация на премию «Cinescape Genre Face of the Future Award» в категории «Лучшая актриса» («Андромеда»).
- 2013 — 2 номинации на премию «Leo Awards» в категориях «Лучшая актриса второго плана в драматическом сериале» («Континуум») и «Лучшая женская гостевая роль в драматическом сериале» («Arctic Air»).
- 2014 — премия «Leo Awards» в категории «Лучшая актриса второго плана в драматическом сериале» («Континуум»).
- 2015 — номинация на премию «Сатурн» в категории «Лучшая актриса второго плана в телесериале» («Континуум»)[4].